# Gyroptera somalensis
Gyroptera somalensis är en amarantväxtart som beskrevs av Viktor Petrovitj Botjantsev. Gyroptera somalensis ingår i släktet Gyroptera och familjen amarantväxter. Inga underarter finns listade i Catalogue of Life.